# باول ساندرسون
باول ساندرسون (بالإنجليزية: Paul Sanderson)‏ هو لاعب كرة قدم بريطاني في مركز نصف الجناح، ولد في 28 يوليو 1964 في بلاكبول في المملكة المتحدة. لعب مع كارديف سيتي ومانشستر سيتي ونادي تشستر سيتي ونادي تشيلتنهام تاون لكرة القدم ونادي هاليفاكس تاون ونادي والسول وويكمب وندررز ويوفل تاون.